# كوجنفيت
«كوجنفيت» (بالإنجليزية “CogniFit”) هي شركة للرعاية الصحية تطور عبر الإنترنت تقييمات ادراكية وبرامج كمبيوتر لتدريب الدماغ.

## نبذة عن الشركة
تأسست كوجنفيت عام 1999 من قبل الأستاذ شلومو برزنيتز. فهو قد اهتم منذ الثمانينات في تطوير برامج كمبيوتر لتحسين الحدة العقلية، وإن تعميم شبكة الإنترنت قدمت متنفساً لتطوير ونشر فكرته. الرئيس التنفيذي للشركة هو ناتاناييلايزنبرج، وهو قد عمل سابقاً في بروكتر اند جامبل، كابجميني ويونيون بانكير بريفيه. تولى ايزنبرج هذا المنصب بعد أن قدمت الشركة الذي شارك في تأسيسها ميلك كابيتال استثمارات مهمة في كوجنفيت. رئيس التكنولوجيا في الشركة هو كارلوس رودريغز. في عام 2007 منحت كوجنفيت جائزة الجمعية الأمريكية لأعمال الشيخوخة وجائزة الشيخوخة.

## برامج كوجنفيت

### درايف فيت
إن برامج كوجنفيت مصممة وفق مواصفات كل مستخدم. إن أول البرامج التي طورتها كوجنفيت كانت إلى حد كبير برامج القيادة، مثل برنامج التطبيق عبر الإنترنت درايف فيت (بالإنجليزية DriveFit)وكانت قد استعملت من قبل منظمات بما فيها المدرسة البريطانية للرصد وتجمع الشباب السائقين في كندا، مستخدمين «اختبارات للبصر والذاكرة لقياس 12 قدرات ادراكية متعلقة بالقيادة» وفقاً للنيويورك تايمز.إن مجلة التايمز كتبت أيضاً أن 30 دقيقة تقييم من درايف فيت «تقيم عدد الانفعالات إضافة إلى الميل إلى المجازفة، القدرة على الحكم على السرعة النسبية ومعالجة المعلومات عندما ينقسم الانتباه (مثلاً القيادة أثناء التحدث على الهاتف المحمول).» وبالإضافة إلى هذه البرامج، قررت الشركة التوسع من خلال مجالات إضافية للاختبارات الادراكية، لإنشاء ما يسمى «نادي رياضي للدماغ».

## مايند فيت
في عام 2004 بدأت كوجنفيت بإنتاج برامج أقراص مدمجة (CD) للحدة العامة للعقل. البرنامج الأساسي لكوجنفيت الذي يؤمن ذلك هو مايند فيت (بالإنجليزية MindFit)، مسمى في الأصل " Mindfit55" للنسخات المؤسساتية و-" NIS 250"للنسخات الخاصة للمنزل. تم تثبيته في مرافق التقاعد ومرافق المساعدة على العيش،  ولكن يمكن أيضاً استخدامه من كمبيوتر المنزل. برامج كوجنفيت مصممة لتحسين الذاكرة، مدة الانتباه وحدة العقل. لقد تم استعمالها من قبل اخصائيي الصحة العقلية للمساعدة في علاج الذين يعانون من أمراض نفسية أو الذين عاشوا صدمات كبيرة مثل الحروب. لكن الأطباء قد ذكروا أن هناك فوائد أيضاً للأشخاص العاديين وذوي الصحة الجيدة، وبالأخص الذين يريدون إبعاد تأثيرات الشيخوخة عن الدماغ. تشرح الشركة أن برامج كوجنفيت ليست بألعاب بل هي برامج تدريبية للدماغ. يتم قياس أولاً 14 مجال مختلف للمهارات، ومن ثم يتم تأمين تدريبات مستهدفة لكل مجال وهي تتكيف بإستمرار مع تغير حدة كل شخص. إن البرامج الجديدة قادرة على زيادة عدد المهارات الادراكية المدربة وتحسين قدرات المستخدمين بنسبة تصل إلى 40 بالمئة.

## المدرب الشخصي لكوجنفيت
إن المدرب الشخصي لكوجنفيت (المعروف بكوجنفيت) هو برنامج قد طور للذين كانوا يريدون تقوية حدتهم العقلية والذين يريدون إيقاف تضاؤل الحذاقة العقلية وقد كان كوجنفيت أول منتج على الإنترنت. فهو يبدأ بسؤال المستخدم عن أنواع الانشطة التي تهمه للحفاظ على مهاراته ومن ثم فإن مجموعة تمارين تصنف العقل إلى عدد من الفئات المختلفة. تم تخصيص برنامج إلى المستخدم وهو عامةً يستخدم لمدة عشرين دقيقة في اليوم، ثلاثة أيام في الأسبوع. وإن النتائج تقدم على شكل رسوم بيانية لاظهار تقدم للمستخدم مع مرور الوقت. إن برنامج المدرب الشخصي لكوجنفيت قد استبدل اليوم بموقع إلكتروني جديد وبرنامج على الهاتف المحمول.

### الموقع الإلكتروني وبرامج للهاتف المحمول
في عام 2011 قدمت كوجنفيت موقعاً إلكترونياً جديداً لعرض أحدث برنامجها لتدريب العقل والتقييم الإدراكي وذلك بشكل مجاني للعموم كما انها أمنت مجموعة من برامج اللياقة الفكرية للدماغ للمساعدة على تدريب مجموعة متنوعة من المجالات المعرفية كالذاكرة والتركيز والتخطيط. هذا الموقع يبيع أيضاً أعمال أكثر تعقيداً مقابل قيمة بسيطة ويقدم مجموعة كبيرة من الميزات الخاصة. في عام 2012، اصدرت كوجنفيت برامج جديدة لشركة أبل (Apple) للايفونوالايباد تحت إسمكوجنفيت اللياقة الفكرية للدماغ، وهي مزامنة مع الموقع الإلكتروني وتشمل ألعاب للدماغ للهاتف المحمول مصممة لتحديد مستوى الحدة العقلية للمستخدم ولياقته الفكرية الشاملة، ومساعدته على تحسين هذه المستويات. في عام 2012 دخلت كوجنفيت في شراكة مع شركة الأدوية باير واصدرت برنامج خاص للتدريب الإدراكي لمرضى تصلب الأنسجة. في ديسمبر 2012 اصدرت كوجنفيت أيضاً برنامج المودكرفت (بالإنجليزية MoodCraft) والذي يمزج العاطفة والمزاج في عرضهم لتدريب الدماغ. برامج كوجنفيت متواجدة باللغات الإنجليزية، الإسبانية، الفرنسية، الإيطالية، البرتغالية، الهولندية، العربية، البرتغالية البرازيلية والألمانية.

## بحث
في عام 2008, تم إختباركوجنفيت من قبل الباحثين في قسم العلوم السلوكية في كلية ماكس سترن الأكاديمية لايماكيزريل للتأكد إذا كان بالإمكان استعمال برامج كوجنفيت لتحديد الأرق المزمن أو الضعف الإدراكي. بينت الدراسة أن اختبار الشركة يمكنه أن يظهر كيف هذه الحالات مرتبطة بخفض القدرات الادراكية في مناطق مختلفة من الدماغ. كما تبين أيضاً أن لقلة النوم آثار ضارة على القدرة الادراكية من ناحية أخرى للراشدين ذات صحة جيدة.
في عام 2009، اجريت دراسة في مركز إدموند ج. سفرا لأبحاث الدماغ حول عجز التعلم في جامعة حيفا، وقد بينت أنه يمكن استعمال منتج كوجنفيت لتحسين ذاكرة الراشدين الذين يعانون من تصلب الأنسجة. في عام 2010، شركة كوجنفيت المحدودة شاركت في رعاية دراسة بالتعاون مع قسم علم النفس ومركز البحث للعلم النفسي الحيوي في ماكس سترن، وقد نشرت الدراسة في مجلة «إعادة التأهيل العصبي» التي استنتجت أن «التدريب الإدراكي الشخصي يشكل أداة عملية وقيمة لتحسين المهارات الادراكية وللدونة الأعصاب عند مرضى تصلب الأنسجة المتعددة».

## براءة إختراع
في عام 2003، خصصت براءة إختراعلكوجنفيت، والتي اخترعها شلومو برزنيتز، وقد وصفت بالتالي، " انها طريقة لاختبار و/أو تدريب القدرة الادراكية، بما فيه مراحل اختبار المستوى الإدراكي التمهيدي للمستخدم وتسلم النتائج الدالة عنها. بحسب النتائج، يمكن تجزئة المستوى الإدراكي إلى مهارات ادراكية منفصلة ويتم إنشاء واحد أو أكثر من الأعمال، كل عمل متعلق بكل من المهارات الادراكية المنفصلة. يمكن تقديم كل عمل أو أكثر إلى المستخدم بحيث أنه يتم إعادة اختبار المستوى الإدراكي الحالي للمستخدم ويحصل على النتائج الدالة عنها. يمكن إعادة هذه العملية مرة وحدة على الأقل." "

## روابط خارجية
- Official website